# DIMM
DIMM (англ. англ. Dual In-line Memory Module, двосторонній модуль пам'яті) — форм-фактор модулів пам'яті DRAM. Даний форм-фактор прийшов на зміну форм-фактору SIMM. Основною відмінністю DIMM від попередника є те, що контакти, розташовані на різних сторонах модуля, є незалежними, на відміну від SIMM, де симетричні контакти, розташовані на різних сторонах модуля, замкнуті між собою і передають одні й ті ж сигнали. Крім того, DIMM реалізує функцію виявлення і виправлення помилок у 64 (без контролю парності) або 72 (з контролем по парності або кодом ECC) лініях передачі даних, на відміну від SIMM c 32 лініями.
Конструктивно являє собою модуль пам'яті у вигляді довгої прямокутної плати з рядами контактних площинок з обох боків уздовж її довгої сторони, яка встановлюється в роз'єм підключення і фіксується за обидва її торця засувками. Мікросхеми пам'яті можуть бути розміщені як з одного, так і з обох сторін плати.
На відміну від форм-фактора SIMM, використовуваного для асинхронної пам'яті FPM і EDO, форм-фактор DIMM призначено пам'яті типу SDRAM. Виготовлялися модулі розраховані на напругу живлення 3,3 В і (рідше) 5 В. Однак, вперше у форм-факторі DIMM з'явилися модулі з пам'яттю типу FPM, а потім і EDO. Ними комплектувалися сервери і брендові комп'ютери.
Модуль SO-DIMM призначений для використання в ноутбуках або як розширення пам'яті на платі, тому відрізняється зменшеним розміром.
Надалі в модулі DIMM стали упаковувати пам'ять типу DDR, DDR II, DDR III і DDR IV, що відрізняється підвищеною швидкодією.
Появі форм-фактора DIMM сприяла поява процесора Pentium, який мав 64-розрядну шину даних. У професійних робочих станціях, таких, як SPARCstation, такий тип пам'яті використовувався з початку 1990-х років. У комп'ютерах загального призначення широкий перехід на цей тип пам'яті стався наприкінці 1990-х, приблизно в часи процесора Pentium II.

## Різновиди
Існують такі типи DIMM:

- 72-pin SO-DIMM (не сумісна з 72-pin SIMM) — використовується для FPM DRAM і EDO DRAM
- 100-pin DIMM — використовується для принтерів SDRAM
- 144-pin SO-DIMM — використовується для SDR SDRAM (іноді також для EDO RAM) в портативних комп'ютерах
- 168-pin DIMM — використовується для SDR SDRAM (рідше для FPM / EDO DRAM в робочих станціях / серверах)
- 172-pin MicroDIMM — використовується для DDR SDRAM
- 184-pin DIMM — використовується для DDR SDRAM
- 200-pin SO-DIMM — використовується для DDR SDRAM і DDR2 SDRAM
- 214-pin MicroDIMM — використовується для DDR2 SDRAM
- 204-pin SO-DIMM — використовується для DDR3 SDRAM
- 240-pin DIMM — використовується для DDR2 SDRAM, DDR3 SDRAM і FB-DIMM DRAM
- 260-pin SO-DIMM — використовується для DDR4 SDRAM
- 288-pin DIMM — використовується для DDR4 SDRAM